# Josep Colom
Pour les articles homonymes, voir Colom.
Josep Colom (José María Colom Rincón, né à Barcelone, le 11 janvier 1947) est un pianiste espagnol.

## Biographie
Il commence l'apprentissage du piano à Barcelone avec sa tante Rose Colom, puis avec Joan Guinjoan jusqu'à ce qu'il se rende à Paris, pour étudier à l'École Normale de Musique. 

### Carrière
Colom a participé à de nombreux concours espagnols et internationaux, tels le concours international de piano Paloma O'Shea situé à Santander, en 1978 ; le concours International de piano Jaén, ou le concours international de piano d'Épinal. Recevant le premier prix dans ces trois concours. Il fait ses débuts au Théâtre des Champs-Élysées en 1979.
Il a aussi participé à des festivals internationaux : La Roque-d'Anthéron, Château de Joiville, Bagatelle de Paris, Chopin en Pologne ou Pablo Casals à Porto Rico. De même, il a participé au festival espagnol de Grenade, avec l'Orchestre national d'Espagne ; à Jaén, avec l'Orchestre symphonique de la radio-télévision espagnole ; et au festival national de Soria, accompagné par l'Orchestre symphonique de Séville.
Outre ses participations aux concours comme interprète, il a aussi été jury, notamment au concours Chopin de Varsovie et au Concours international de piano Frédéric-Chopin en Pologne.

## Collaborations
Josep Colom a pratiquement collaboré avec tous les orchestres d'Espagne : Orchestre national d'Espagne, Orchestre Symphonique de la RTVE, l'Orchestre de la Ville de Grenade, l'Orchestre symphonique de Séville, l'Orchestre philharmonique de Malaga, l'Orchestre Symphonique de Galicie, l'Orchestre de Valence, Orchestre Symphonique de Barcelone et de Tenerife. En Europe, il a travaillé avec l'English Chamber Orchestra, l'Orchestre de Maastricht (aux Pays-Bas), l'Orchestre de Bucarest (en Roumanie), la RAI (à Naples), le Gulbenkian et Porto (au Portugal), Orchestre symphonique de la radio de Prague, Orchestre philharmonique de Strasbourg, l'Orchestre symphonique de Bamberg (en Allemagne) et l'Orchestre philharmonique de Zagreb (en Croatie).
Il faut signaler également ses collaborations avec des musiciens comme la pianiste Carmen Deleito, avec qui il a enregistré les œuvres à quatre mains et pour deux pianos de Brahms. Et le violoncelliste Lluis Claret, avec celui qui a joué en récitals, l'intégrale des Sonates de Beethoven.
Il a eu le plaisir de partager la scène avec des chefs d'orchestre de la stature de Max Bragado Darman, Edmond Colomer (Orchestre de Barcelone), Sergiu Comissiona, Franz-Paul Decker, Enrique García Asensio, Alexander Gibson, Eliahu Inbal, Arpad Joó et Josep Pons (Orchestre de la Ville de Grenade).

## Prix
Colom a reçu de nombreux prix, notamment lors des concours de Jaén, Paloma O’Shea et Épinal et le quatrième prix du Concours International de piano Ferruccio Busoni. Radio Nacional de España lui a donné le prix le "Beethoven" et "Scriabine", et il a aussi obtenu le Prix du Ministère de culture d'Espagne pour l'enregistrement des sonates de Manuel Blasco de Nebra (XVIIIe siècle).
En 1998, il a reçu le Prix national de musique.

## Discographie
Josep Colom commence à enregistrer ses premiers disques en 1982. En 1989, il grave l'intégrale des œuvres de Manuel de Falla. Outre les œuvres pour piano à quatre mains et deux pianos de Brahms, avec Carmen Deleito, il a aussi enregistré les concertos pour piano, avec l'Orchestre national de la radio de Prague. Sa discographie, distribuée par Harmonia Mundi, comprend Johannes Brahms (Variations et dernières pièces), l'intégrale de l'œuvre pour piano de Federico Mompou ou les Nuits dans les jardins d'Espagne de Manuel de Falla, avec l'Orchestre de la ville de Grenade, dirigé par Josep Pons.
- Brahms, Pièces pour piano à quatre mains - Josep Colom et Carmen Deleito, piano (1992, Mandala) (OCLC 728063556)
- Brahms, Variations pour piano (juin/septembre 1991, Le Chant du monde) (OCLC 26406446)
- Falla, Œuvres pour piano (1989, Mandala MAN 4816)[1] (OCLC 31855185)
- Falla, El sombrero de tres picos - Orquesta Ciudad de Granada, dir. Josep Pons (novembre 1996, Harmonia Mundi) (OCLC 61730911)
- Franck, Œuvres pour piano (25 février/8-9 septembre 1992, Le Chant du Monde) 317564953
- Mompou, Œuvres pour piano (décembre 1992, mars/juin 1992, 4CD Mandala MAN 4809-12)[2] (OCLC 32519447)
- Musique française pour piano à quatre mains : Ravel, Debussy, Fauré - Josep Colom et Carmen Deleito, piano (juin 1997, Mandala) (OCLC 659095529)
- Nebra, Pièces pour clavier (1982, LP Etnos / Mandala) (OCLC 645274119 et 406970043)